# Beatriz de Portugal, Duquesa de Saboia
Beatriz de Portugal (Lisboa, 31 de Dezembro de 1504 — Nice, 8 de Janeiro de 1538) foi uma Infanta de Portugal por nascimento, e duquesa de Sabóia pelo seu casamento com Carlos III, Duque de Saboia.

## Vida
Beatriz foi a terceira filha do segundo casamento do rei D. Manuel I de Portugal com D. Maria, Infanta de Aragão.
Depois de negociações difíceis que se prolongaram desde finais de 1515, a infanta portuguesa veio a celebrar os seus esponsais com Carlos III, Duque de Saboia, em 7 de Abril de 1521, partindo para o seu novo destino, com apenas 15 anos de idade, após festas magnificentes na corte manuelina. 

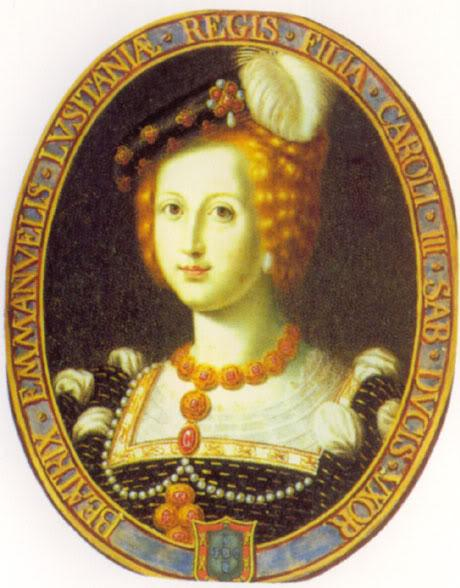
Retrato de Beatriz de Portugal, por Giuseppe Lavy, por volta de 1757-1766.

Beatriz é descrita como bonita, brilhante e ambiciosa. Em 1531, recebeu como feudo, de seu primo e cunhado, o imperador Carlos V, o Condado de Asti que, à sua morte, foi herdado por seu filho e permanentemente incluído na Saboia.
Em 1534, acolheu Cristina da Dinamarca, sobrinha do seu cunhado, o imperador, a caminho do seu casamento com o duque de Milão. Quando Cristina ficou viúva em 1535, o milanês conde Stampa sugeriu um casamento entre Cristina e o filho mais velho de Beatriz, Luís, o herdeiro de Saboia, na tentativa de proteger Milão da soberania imperial. Beatriz apoiou o plano, e quando Luís morreu, ela sugeriu que seu filho seguinte poderia substituí-lo. Nada mais foi falado sobre isso, no entanto. Em Abril de 1536, Beatriz fugiu da conquista francesa de Sabóia para Milão, na companhia de dois de seus filhos sobreviventes e o Santo Sudário de São José de Arimateia de Chambéry. Em Maio, pôde visitar o imperador com Cristina em Pavia, mas sem qualquer resultado político. Viveu como convidada de Cristina em Milão, de quem era boa amiga. Em Novembro de 1537, Beatriz foi escoltada pelo vice-rei imperial de Milão ao imperador em Génova, mas, novamente, a reunião não teve resultado algum. Permaneceu em Nice, onde se reuniu com seu marido, e onde veio a morrer em Janeiro de 1538, das sequelas do seu último parto.

## Casamento e Filhos

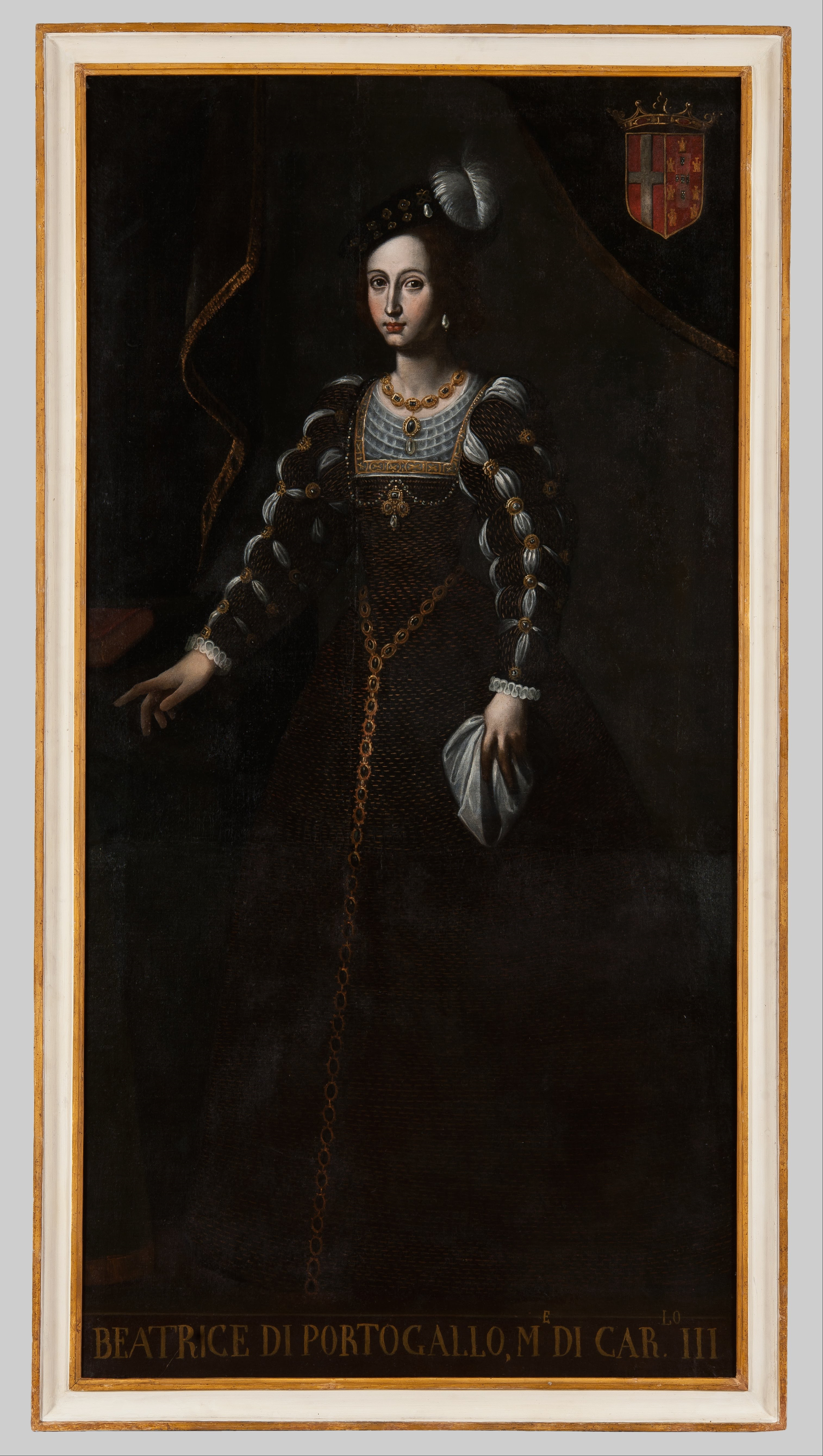
Retrato do séc. XVIII.

Em 1 de Outubro de 1521, em Villefranche-sur-mer, Beatriz casou com Carlos III, duque de Saboia desde 1504. Tiveram nove filhos:
- Adriano Jordão Amadeu, Príncipe do Piemonte (19 de Novembro de 1522 - 10 de Janeiro de 1523).
- Luís, Príncipe do Piemonte (4 de Dezembro de 1523 - 25 de Novembro de 1536).
- Emanuel Felisberto (8 de Julho de 1528 - 30 de Agosto de 1580); única criança sobrevivente e depois Duque de Saboia.
- Catarina (25 de Novembro de 1529 - Maio de 1536).
- Maria (12 de Janeiro de 1530 - 1531).
- Isabel (Maio de 1532 - 24 de Setembro de 1533).
- Emanuel (nascido e morto em Maio de 1533).
- Emanuel (nascido e morto em Maio de 1534).
- João Maria (3 de Dezembro de 1537 - 8 de Janeiro de 1538).

Após a morte sem filhos do jovem monarca português em Alcácer-Quibir (1578) Sebastião I de Portugal (seu sobrinho neto), o seu filho Emanuel Filiberto, duque de Saboia e neto de D. Manuel por via materna, apresentou-se como candidato à sucessão da coroa portuguesa. No entanto, o trono veio a ser alcançado pelo filho de sua irmã Isabel, Filipe II de Espanha.